# Pečárka císařská
Pečárka císařská nazývaná též pečárka obrovská (Agaricus augustus Fr. 1836) je jedlá houba z čeledi pečárkovitých.

## Synonyma
- Agaricus augustus var. perrarus (Schulzer) Bon & Cappelli,  1983
- Agaricus perrarus Schulzer, 1880
- Pratella augusta (Fr.) Gillet,  1878
- Psalliota augusta (Fr.) Quél.,  1872
- Psalliota peronata Massee,  1892

## Popis
- Klobouk pečárky císařské má průměr 10–20 cm. Tvar klobouku je v mládí polokulovitý, později až plochý. Povrch je na krémovém až světle okrovém podkladě vláknitě rezavožlutě až tmavohnědě šupinkatý. Na středu je hladký a tmavěji hnědý. Po otlačení žloutne.
- Lupeny jsou volné, bílé, později šedočervené až purpurově hnědé.
- Prsten je blanitý, převislý, často potrhaný, barvy bílé.
- Třeň je 10–20 cm vysoký, 2–3,5 cm tlustý, válcovitý, dole ztlustlý, hluboko v půdě. Nad prstenem je hladký, pod vlnatý, později prstenovitě bělavě až nahnědlé vločkatě šupinkatý. Barvy bílé.
- Dužnina je bílá.
- Vůně silně anýzová až hořkomandlová, chuť oříšková.

## Výskyt
Roste v červenci až říjnu v listnatých i jehličnatých lesích a v parcích na okrajích cest. Vyskytuje se v celém mírném pásmu severní polokoule.